# Erzsébet Pásztor
Erzsébet Györgyné Pásztor, född i Budapest 29 mars 1939, död 19 maj 2022 var en ungersk handbollsmålvakt. Hennes man, György Gurics (1929–2013) var olympisk bronsmedaljör och världsmästare i brottning och sedan tränare. Observera att Ungern ibland skriver hennes namn som Györgyne Gurics, fru Gurics.

## Karriär
Från 1952 till 1967 spelade hon handboll för Budapest Spartacus, där hon vann sju ungerska mästerskap och en cup med klubben. Hon spelade sedan för Vasas SC från 1969 till 1972 och vann fler titlar. 
Hon gjorde 33 matcher för det ungerska landslaget mellan 1960 och 1966. Största meriten var VM-guldet vid världsmästerskapet i handboll för damer 1965. I VM 1965 var hon lagkapten i landslaget. Hon hade tre tränare under sin karriär Pál Nádori, Ottó Fleck och i landslaget Bódog Török.

## Meriter med klubblag
- Nemzeti bajnokság (Ungerska ligan)
  - 9 : 1960,1961,1962,1963,1964,1965,1967, 1972 och 1973.
- Magyar Kupa (Ungerska cupen)
  - : 1963, 1969 och 1971
- EHF Champions league
  - : 1964–65